# Муслін (соус)
Соус муслін (фр. Sauce mousseline) — французький соус, версія класичного голландського соусу. Відрізняється додаванням збитих вершків, що робить його ніжнішим. Завдяки повітряній текстурі він і отримав свою назву, за схожістю з тонкою і ніжною мусліновою тканиною. Через вершки соус муслін іноді називають соусом шантилі, за аналогією з кремом шантилі, в основі якого теж збиті вершки. Але їх у жодному разі не можна плутати. Муслін подають зі стравами із продуктів такої ж делікатної консистенції (наприклад, з риби чи яєць).
По суті, рецепт мусліну — це рецепт голландського соусу (жовтки, вода або рибний бульйон, вершкове масло, сік лимону, сіль, перець) плюс вершки або сметана.
У домашній кухні соус а-ля муслін часто готують, додаючи в готовий майонез вершки і сік лимону.